# Mistrzostwa Azji w Chodzie Sportowym 2016
Mistrzostwa Azji w Chodzie Sportowym 2016 – zawody lekkoatletyczne, które odbyły się 20 marca w japońskim mieście Nomi. Zawody zaliczane były do cyklu IAAF Race Walking Challenge. Rozegrano chód na 20 kilometrów mężczyzn i kobiet.

## Rezultaty
| Konkurencja:           | Złoto             | Wynik      | Srebro      | Wynik      | Brąz         | Wynik      |
| Chód na 20 km mężczyzn | Daisuke Matsunaga | 1:18:53 PB | Iñaki Gomez | 1:19:20    | Takumi Saitō | 1:19:44 PB |
| Chód na 20 km kobiet   | Wang Na           | 1:28:21 PB | Liang Rui   | 1:28:43 PB | Kumiko Okada | 1:30:03    |